# Al di sopra di ogni sospetto
Al di sopra di ogni sospetto (Above Suspicion) è un film del 1943 diretto da Richard Thorpe, ispirato al romanzo omonimo del 1941.

## Trama
È l'anno 1939, alla vigilia della seconda guerra mondiale; i novelli sposi americani Frances e Richard Myles, prima di partire per la luna di miele in Europa da Oxford, dove lui insegna, vengono ingaggiati dal servizio segreto britannico per recuperare i piani per la costruzione di una nuova arma segreta progettata dai nazisti.
Catapultati ad Innsbruck, incrociano il conte Sigurd "Sig" von Aschenhausen, vecchio amico di studi di Myles, che si rivelerà il capo della Gestapo locale. Riescono a recuperare i piani segreti, ma quando cercano di lasciare il paese Frances viene catturata. Sarà il marito, con l'aiuto di altri agenti segreti britannici, a liberarla dal castello dove è stata rinchiusa.

## Produzione
La trama è tratta dall'omonimo romanzo di Helen MacInnes, pubblicato nel 1941. Nel dicembre 1941, William Powell fu annunciato come protagonista nel film, mentre nel luglio dell'anno seguente Myrna Loy fu indicata come co-protagonista. Tuttavia nell'ottobre del 1942 Myrna Loy lasciò la Metro-Goldwyn-Mayer. In seguito per i due protagonisti furono scelti Fred MacMurray e Joan Crawford, che recitarono insieme per l'unica volta.
Alcune scene sono state girate sul Monte Wilson e all'interno di una miniera abbandonata nella città di Bishop, in California. Le rimanenti furono realizzate all'interno degli studi cinematografici della Metro-Goldwyn-Mayer.
Nelle scene ambientate in Germania, per rendere le scenografie più autentiche, le attrici non hanno utilizzato il trucco, poiché Hitler l'aveva vietato nel 1933.
La produzione si concluse ufficialmente il 3 febbraio 1943.
Douglas Shearer curò la registrazione del sonoro con il sistema monofonico Western Electric Sound System.

### Colonna sonora
La colonna sonora del film è composta dai seguenti brani:
1. The Wedding March (Felix Mendelssohn)
2. The Last Rose of Summer (Thomas Moore)
3. A Bird in a Gilded Cage (Arthur J. Lamb)
4. My Love Is Like a Red, Red Rose (Joan Crawford e Fred MacMurray)
5. Piano Concerto No.1 in E-flat Major (Bruce Lester)
6. Untitled Oxford University Song (Joan Crawford)
7. Who Is Sylvia? (Joan Crawford)
8. Du, Du Liegst Mir im Herzen (Joan Crawford e Fred MacMurray)
9. Rienzi: Overture (Richard Wagner)

## Distribuzione
Negli Stati Uniti, la Metro-Goldwyn-Mayer ha distribuito il film a partire dal mese di maggio del 1943.

### Critica
Molto positivo è stato il giudizio del New York Times che ha spiegato come il regista Richard Thorpe sia riuscito fin dall'inizio a mantenere alta la suspense nel raccontare come una giovane coppia innocente entra in un mondo dove nessuno si può fidare e dove amici e nemici agiscono allo stesso modo. Il quotidiano newyorkese ha espresso un giudizio positivo anche riguardo al cast, in particolar modo per Fred MacMurray e Joan Crawford, la cui interpretazione è stata definita «convincente». Anche Variety ha elogiato le interpretazioni dei due attori. Il critico Clayton Trapp l'ha definito un film hitchcockiano, anche se la qualità della trama non è al livello di quella dei film del celebre maestro. Dennis Schwartz invece ha giudicato «deliziosa» la trama, anche se è poco credibile. TV Guide ha classificato il film con tre stelle su quattro, elogiando il lavoro del regista e l'interpretazione di Joan Crawford.

### Edizioni home video
Il 7 marzo 1994 è uscita sul mercato statunitense la prima versione in VHS. La Warner Home Video il 7 luglio 2010 ha anche pubblicato un'edizione in DVD.